# 五一种畜场总场
五一种畜场总场，是中华人民共和国内蒙古自治区锡林郭勒盟正蓝旗下辖的一个类似乡级单位。

## 行政区划
五一种畜场总场共辖以下地区：
五一一分场嘎查村、五一二分场嘎查村、五一三分场嘎查村、五一四分场嘎查村、五一五分场嘎查村、五一六分场嘎查村、五一七分场嘎查村、五一八分场嘎查村、五一明区嘎查村。